# Tři velká tažení éry Wan-li
Tři velká tažení [éry] Wan-li  (čínsky v českém přepisu Wan-li san ta-čeng, pchin-jinem Wànlì sān dàzhēng, znaky tradiční 萬曆三大征) je termín klasické čínské historiografie pro tři rozsáhlé války vedené říší Ming za vlády císaře Wan-liho v letech 1592–1600, a sice povstání v Ning-sia, Imdžinskou válku a povstání Jang Jing-lunga.

## Tři tažení
Termín „Tři velká tažení [éry] Wan-li“ poprvé použili už pozdně mingští učenci Feng Meng-lung (1574–1646) a Ku Jing-tchaj (1620–1690). Označili jím tři nejvýznamnější války vedené říší Ming za vlády císaře Wan-liho (panoval 1572–1620),  a sice povstání domorodých kmenů na jihozápadě, povstání čínských a mongolských oddílů mingské armády na severozápadě a Imdžinskou válku na východě.
Tři velká tažení byla:
- Povstání v Ning-sia v březnu–říjnu 1592 – povstání čínských a mongolských vojáků posádky v Ning-sia. Povstalci disponovali 20 nebo 30 tisíci vojáků, ve městě žilo na 300 tisíc obyvatel. Mingská vláda shromáždila k potlačení rebelie 40 tisíc vojáků, vybavených stovkami děl. Obležení se vleklo několik měsíců, probíhající srážky nepřinesly úspěch ani jedné straně. Povstalci se pokusili získat podporu mongolských chánů, ale mingští generálové se nenechali zaskočit a mongolské pokusy o pomoc povstalcům odrazili. Patovou situaci rozhodla výstavba přehrady kolem města, po napuštění vodou bylo město zatopeno a voda rozrušila městské hrady. Morálku obránců podlamoval i nedostatek potravin. 20. října 1592 bylo město dobyto, vůdci povstalců zahynuli nebo padli do zajetí a byli popraveni.[2][3]
- Imdžinská válka v letech 1592–1598 – do začátku 90. let 16. století japonský vojevůdce Hidejoši Tojotomi sjednotil Japonsko pod svou vládou. Vláda nad Japonskem ale nestačila jeho ambicím, a proto se rozhodl dobýt Koreu a pak i mingskou Čínu. Japonská vojska se vylodila v Koreji v květnu 1592. Špatně připravená korejská armáda nekladla větší odpor a Japonci rychle postupovali, už po dvaceti dnech obsadili Soul a pokračovali dále na sever. Nicméně okupace země vyvolala vlnu lidového odporu, která přerostla v partyzánskou válku. V organizaci odporu měly důležitou roli vítězství korejského námořnictva vedeného admirálem I Sun-sinem v létě a na podzim 1592. Vzchopila se i korejská pozemní armáda a navíc počátkem roku 1593 vyslala čínská vláda Korejcům na pomoc početný sbor v čele s generálem Li Žu-sungem. Čínsko-korejská vojska do května 1593 zatlačila Japonce do okolí Pusanu na jihovýchodě Koreje. Roku 1593 Japonci souhlasili s jednáním o příměří, s cílem získat čas pro novou ofenzívu. Ale ani další invaze roku 1597 nebyla úspěšná, Japonci byli opět zatlačeni na jihovýchod a po Hidejošiho úmrtí v září 1598 se do konce roku z Koreje stáhli.[4]

- Povstání Jang Jing-lunga v letech 1590–1600 – vzpoura Jang Jing-lunga, náčelníka kmenů Miao na pomezí mingských provincií Chu-kuangu, Kuej-čou a S’-čchuanu v jihozápadní Číně. Problémy mingských úřadů s Jang Jing-lungem trvaly od roku 1587. Otevřené boje započaly roku 1590 a s přestávkami trvaly celá devadesátá léta až do roku 1600. Roku 1599, bezprostředně po skončení korejské války byl potlačením Jangovy vzpoury pověřen úředník s vojenskými zkušenostmi Li Chua-lung společně s generály povolanými z Koreje. Po několikaměsíční pečlivé přípravě Li Chua-lung shromáždil snad až 240 tisíc vojáků v osmi sborech, se kterými v březnu 1600 zahájil závěrečnou ofenzívu. Povstaleckých vojáků bylo možná až 150 tisíc. Boje trvaly do poloviny července 1600, kdy mingská armáda dobyla Jang Jing-lungovo sídlo Chaj-lung-tchun. Jang Jing-lung spáchal sebevraždu a jeho država byla začleněna do standardního čínského správního systému.[5][6]